# Iamdra Fermín
Iamdra Fermín Hernández (nacida el 3 de diciembre de 1984 en Santo Domingo), conocida simplemente como Iamdra, es una presentadora y recurrente maestra de ceremonias dominicana, y uno de los íconos juveniles de la televisión en República Dominicana.

## Familia y logros personales
Iamdra Fermín nació en Santo Domingo, República Dominicana el 3 de diciembre de 1984. Su madre Blanca Hernández además es productora de televisión y fue comunicadora durante las décadas 80 y principio de los 90. Su abuelo Hugo Hernández Llaverías fue uno de los primeros locutores dominicanos. 
Es licenciada en Mercadeo summa cum laude egresada de Universidad Iberoamericana y estudió el diplomado "MBA Essentials" de Intelecta en la Pontificia Universidad Católica Madre y Maestra. Además es gerente general de TV Educa Productions S.A., empresa productora que preside su madre.

## Carrera
Iamdra apareció por primera vez en la televisión dominicana con tan solo ocho meses de nacida en un comercial televisivo a mediados de los 80. La carrera de Iamdra comenzó oficialmente en 1992 realizando comerciales y tendiendo esporádicas apariciones en segmentos infantiles para varios programas televisivos, incluyendo los de su madre.
Su carrera adquirió protagonismo en 1994 cuando entró a formar parte del programa infantil "Topi- Topi" por Radio Televisión Dominicana, destacándose como la presentadora principal. Allí duró alrededor de cinco años de los diez años que duró el programa como miembro del mismo. El programa está registrado como uno de los más exitosos en la historia dominicana. En 2001, Iamdra condujo su primer programa "Conecta con Iamdra"; más tarde condujo los programas de videos musicales "La Vellonera" y "Top Ten" por Mango TV.
Desde 2003, Iamdra conduce su propio programa "Iamdra Full" por Tele Antillas. En octubre de 2011 el programa pasó de llamarse "Iamdra Full" a solo "Iamdra" buscando una imagen más adulta.
En 2013, Iamdra hizo su debut con una participación en la película Mi angelito favorito de Alfonso Rodríguez.